# Josef Hušek
Josef Hušek (ur. 27 stycznia 1913 w Pradze) – czechosłowacki lekkoatleta, długodystansowiec.
Podczas igrzysk olimpijskich w Berlinie (1936) zajął 8. miejsce w swoim biegu eliminacyjnym na 3000 metrów z przeszkodami i odpadł z dalszej rywalizacji (awans uzyskiwało 4 najlepszych zawodników z każdego biegu). 
Reprezentował klub Sparta Praga.

## Rekordy życiowe
- Bieg na 3000 metrów z przeszkodami – 9:35,2 (1936)